# Centropogon
Pour les articles homonymes, voir Centropogon (plante).
Genre
Centropogon est un genre de poissons de la famille des Scorpaenidae.

## Liste d'espèces
Selon World Register of Marine Species (18 février 2021) :
- Centropogon australis (White, 1790)
- Centropogon latifrons Mees, 1962
- Centropogon marmoratus Günther, 1862